# 彼得·科内利乌斯
卡尔·奥古斯特·彼得·科内利乌斯（德語：Carl August Peter Cornelius；1824年12月24日—1874年10月26日），德国作曲家，文学家。他很早就开始学习音乐，1844年移居柏林，结识了门德尔松，同时又与艾兴多夫、保罗·海泽等人过从甚密。1852年他移居魏玛，创作了成名作《巴格达理发师》（Der Barbier von Bagdad）。后来他在维也纳结识了瓦格纳，并与之成为好友。

## 作品節選
科内利乌斯的音乐作品不多，风格比较轻巧细腻。他同时还是一位音乐评论家和诗人，并编辑过教堂用圣诗集。

## 外部連結
- 互联网档案馆中彼得·科内利乌斯的作品或与之相关的作品
- 來自彼得·科内利乌斯的LibriVox公共領域有聲讀物
- 彼得·科内利乌斯的免费乐谱，由国际乐谱典藏计划提供
- 公有領域聲樂檔案館上彼得·科内利乌斯的作品